# Juan Cabrera Garrido
Juan Ramón Cabrera Garrido (Granada, 31 de agosto de 1944) es un médico, cirujano vascular e investigador español, inventor de los esclerosantes en Microespuma.

## Reseña biográfica
Nacido en Granada (España) en 1944, es nieto, sobrino, hermano y tío de médicos. Su abuelo, Fermín Garrido Quintana, fue catedrático de Técnica Anatómica y Patología Quirúrgica, rector de la Universidad de Granada (1924 - 1930) y alcalde de la ciudad en 1931.  
Licenciado en Medicina (1970) por la Universidad de Granada, Doctorado (sobresaliente “cum laude”) en 1977 y profesor de su Facultad de Medicina. Ejerció en el Servicio Regional de Cirugía Vascular del Hospital Universitario Virgen de la Nieves de Granada como Jefe de Sección hasta su excedencia voluntaria en 1996, dedicándose en adelante a la práctica privada. 
En 1993 sus investigaciones le conducen a la invención de los esclerosantes en Microespuma, una nueva forma farmacéutica inyectable destinada al tratamiento no quirúrgico de todo tipo de varices, malformaciones venosas, úlceras varicosas, varicocele y hemorroides.  
Posteriormente y basándose en dicha patente, la multinacional Británica BTG desarrolló una especialidad farmacéutica (la primera de origen español aprobada por la FDA) llamada Varithena, la cual se emplea en Estados Unidos desde 2014 como alternativa a la cirugía y a otras técnicas ablativas en el tratamiento de grandes varices.
También ha desarrollado, junto al Dr. Gonzalo López González, el Hemopuncture℗, dispositivo médico destinado al tratamiento escleroterápico no invasivo y preciso con Microespuma de la patología hemorroidal.  

## Investigación y desarrollo
En relación con el citado descubrimiento, es autor de las publicaciones científicas iniciales a nivel mundial respecto de su uso y resultados: 
- Nuevo Método de Esclerosis en las Varices Tronculares[9](Patología Vascular; vol 1, nº 4: 55-71. 1995).
- Élargissement des limites de la sclérothérapie: Nouveaux produits sclérosants[10](Phlebologie, 50, pp. 181-188. 1997),
- Treatment of Varicose Long Saphenous Veins with Sclerosant in Microfoam Form: Long-Term Outcomes[11](Phlebology 15 (1): 19-23. 2000).
- Treatment of venous malformations with sclerosant in microfoam form[12](Archives of Dermatology 139 (11): 1409-1416. 2003).
- Ultrasound-guided injection of polidocanol microfoam in the management of venous leg ulcers[13] (Archives of Dermatology 140 (6): 667-673. 2004).
- Sclerosing treatment of vascular malformations.[14] (Anales Del Sistema Sanitario De Navarra. 27 Suppl 1: 117-126. 2004).
- Dr J. Cabrera is the creator of the patented polidocanol microfoam.[15] (Dermatol Surg.(12 Pt 2):1605; author reply 1606. 2004).
- Microfoam sclerotherapy.[16] (Seminars in Cutaneous Medicine and Surgery 24 (4): 175-183. 2005).
- Mixed skin ulcers misdiagnosed as pyoderma gangrenosum and rheumatoid ulcer: successful treatment with ultrasound-guided injection of polidocanol microfoam.[17] (Dermatologic Surgery: Official Publication for American Society for Dermatologic Surgery [et Al.] 32 (5): 749-752. 2006).
- New techniques for the evaluation and therapeutic planning of patients with Klippel-Trénaunay syndrome.[18] (Journal of the American Academy of Dermatology 56 (2): 242-249. 2007).
- Microfoam treatment of Klippel-Trénaunay syndrome and vascular malformations.[19] (Journal of the American Academy of Dermatology 59 (2): 355-356. 2008)
- Foot or hand malformations related to deep venous system anomalies of the lower limb in Klippel-Trénaunay syndrome[20]. (J Am Acad Dermatol.;61(4):621-8. doi: 10.1016/j.jaad.2009.04.027. Epub 2009 Jul 3).
- Efficacy and Safety of Microfoam Sclerotherapy in a Patient With Klippel-Trenaunay Syndrome and a Patent Foramen Ovale.[21] (Archives of Dermatology; 145 (10). 2009).
- Angiogenic and prothrombotic markers in extensive slow-flow vascular malformations: implications for antiangiogenic/antithrombotic strategies.[22] (The British Journal of Dermatology 162 (2): 350-356. 2009).
- Treatment of venous leg ulcers with ultrasound-guided foam sclerotherapy: Healing, long-term recurrence and quality of life evaluation: Leg ulcers and foam sclerotherapy.[23] (Wound Repair and Regeneration; 23 (3): 369-378. 2015).
- La escleroterapia con espuma es un método eficaz para el tratamiento de la insuficiencia venosa.[24] (Angiología; 68 (3): 206-217. 2016).
- Effective non-surgical treatment of hemorrhoids with sclerosing foam and novel injection device.[8](Gastroenterology & Endoscopy; 2 (4): 176 - 180. 2024).

Además, ha colaborado en libros sobre patología venosa y su terapéutica:
- Foam Sclerotherapy State of the Art [25] (Paris, France: Éditions Phlebologiques Francaises; 2002).
- The Vein Book, first Edition[26] (Burlington, Estados Unidos: Elsevier Academic Press; 2007).
- Venous Ulcers[27] (London, UK: Elsevier Academic Press; 2007).
- A Textbook - Foam Sclerotherapy[28] (London, UK: The Royal Society of Medicine Press Ltd. ; 2008).
- Hemangiomas and Vascular Malformations. An Atlas of Diagnosis and Treatment[29] (Verlag, Italy: Springer; 2009).

- The Vein Book, second Edition[30] (New York, Estados Unidos: Oxford University Press; 2014).
- Hemangiomas and Vascular Malformations[31] (Milano. Italy: Springer; 2016).

## Citado por
Se pueden encontrar referencias a estas publicaciones en los siguientes libros y artículos de otros autores:
- Smith, P.D.C. (2000). New treatments for varicose veins.[32] Phlebology, 15(1):1-1.
- Hsu T.S., Weiss R.A. (2003). Foam sclerotherapy: a new era.[33] Arch Dermatol, 139(11):1494-6.
- Gobin, J.P.; Benigni, J.P. (2006). Précisions sur l´origine de la Mousse Sclerosant.[34] Phlébologie (59, 2): 119.
- Sclérothérapie et maladie veineuse chronique superficielle[35] (París, France: Éd. Eska; 2006).
- Noël, B. (2007). Traitement des varices et des télangiectasies.[36] Rev Med Suisse, no. 109, 1124–1124.
- The Evidence for Vascular Surgery; second edition.[37] (Shrewsbury, UK:  TFM Publishing; 2007).
- Guex, J.J., Hamel-Desnos, C., Gillet, J.L., Chleir, F. & Perrin, M.Y. (2008). Sclérothérapie des varices par mousse écho - guidée: techniques de mise en œuvre, indications, résultats publiés.[38] Phlebologie, 61, 261-270.
- Endovascular Intervention for Vascular Disease: Principles and Practice[39](Boca Ratón, USA: CRC Press; 2008).
- Sclerotherapy: Treatment of Varicose and Telangiectatic Leg Veins; fith edition[40](London, UK: Elsevier; 2011).
- Procedures in Cosmetic Dermatology Series: Treatment of Leg Veins[41](London, UK: Elsevier; 2011).
- Cutaneous and Aesthetic Surgery.[42](New Delhi, India: Jaypee Brothers Medical Publishers; 2012).
- Atlas of Endovascular Venous Surgery.[43](Philadelphia, USA: Elsevier; 2012).
- Practical Approach to the Management and Treatment of Venous Disorders.[44](London, UK: Sporinger; 2013).
- Todd K.L. 3rd, Wright D.I., VANISH-2 Investigator Group (2014). The VANISH-2 study: a randomized, blinded, multicenter study to evaluate the efficacy and safety of polidocanol endovenous microfoam 0.5% and 1% compared with placebo for the treatment of saphenofemoral junction incompetence.[45] Phlebology.29(9):608-18.
- Gibson K, Kabnick L, Varithena® 013 Investigator Group (2017). A multicenter, randomized, placebo-controlled study to evaluate the efficacy and safety of Varithena® (polidocanol endovenous microfoam 1%) for symptomatic, visible varicose veins with saphenofemoral junction incompetence.[46] Phlebology. 32(3):185-193.
- Rutherford's Vascular Surgery E-Book[47](Philadelphia, USA: Saunders/Elsevier; 2014).
- Oxford Textbook of Vascular Surgery[48](Oxford, UK: Oxford University Press; 2016).
- Procedural Dermatosurgery: A Step by Step Approach[49](New Delhi, India: Jaypee Brothers Medical Publishers; 2018).
- Tratamiento Endovascular de la Patología Venosa[50](Guadalajara, España: AACHE Ediciones; 2018).
- Vascular Malformations: Advances and Controversies in Contemporary Management[51](Boca Raton, USA: CRC Press; 2019).

## Distinciones
- Miembro titular de la Sociedad Española de Angiología.
- Miembro honorífico de la Unión Internacional de Angiología.
- Miembro honorífico de la Sociedad Francesa de Flebología.
- Miembro honorífico de la Sociedad Brasileña de Angiología y Cirugía Vascular.
- Miembro honorífico de la Sociedad Panamericana de Flebología y Linfología.
- Académico correspondiente de la Real Academia de Medicina y Cirugía del distrito de Granada.
- Primer premio del Colegio Oficial de Médicos de Granada (1996) por su trabajo “Ampliación de límites en escleroterapia: nuevos productos esclerosantes”.
- Mención honorífica en el premio internacional “Cid Dos Santo - Boehringer Mannheim” de la Universidad de Coímbra (Portugal) por su trabajo “ La voie anastomotique arterielle mamaire interne - epigastrique. Étude fonctional et valoration de son importance dans la pathologie du secteur aorto - iliaque”.
- Mención Especial del Ilustre Colegio Oficial de Farmacéuticos de Granada, junto a su mujer, Dña. María Antonia García - Olmedo Domínguez, y su hijo, D. Juan Ramón Cabrera García - Olmedo, en Investigación y Desarrollo.